# Anipocregyes laosensis
Anipocregyes laosensis là một loài bọ cánh cứng trong họ Cerambycidae. Loài này được Breuning miêu tả khoa học lần đầu tiên năm 1965.